# Камю, Жан Пьер
Жан Пьер Камю (фр. Jean-Pierre Camus; 3 ноября 1584, Париж — 25 апреля 1652, Париж) — французский писатель и богослов, чьи романы пользовались большим успехом в XVII веке.

## Биография
Камю родился 3 ноября 1584 года в Париже. Получил богословское образование. Рукоположен в священники в 1608 г. Большое влияние на него оказали сочинения Мишеля Монтеня, а затем — идеи Франциска Сальского. Епископ г. Белле (1608), депутат Генеральных штатов (1614), настоятель аббатства Онэ близ Руана, епископ Аррасский (1652). Известен своей критикой нищенствующих орденов, полагал их членов бездельниками. Симпатизировал иезуитам.

## Творчество
В общей сложности этот в высшей степени плодовитый автор написал около 260 сочинений. Автор пространного трактата (отдалённо напоминающего «Опыты» Монтеня) «Пёстрая смесь» (Diversitez, 1609—1618), книги «Дух Блаженного Франциска Сальского» («L’Esprit du Bienheureux Francois de Sales», 1641); многочисленных романов, в том числе: «Агатонфил» («Agathonphile», 1621), «Элиза» («Elise», 1621), «Спиридион» («Spiridion», 1623), «Паломба» («Palombe», 1625) и других.
Случай Камю наглядно демонстрирует, сколь зыбкой в XVII веке была грань между «бестселлером» и нравоучительной книгой.